# 李振江 (1956年)
李振江（1956年7月—），男，汉族，河北栾城人，中华人民共和国企业家、政治人物，中国共产党党员，曾任神威药业集团董事长兼总裁。

## 生平
毕业于长江商学院。2008年起担任全国人大代表。2013年，被选为全国人大代表。